# 1939 у Тернопільському воєводстві
| Роки в Тернопільській області 1920 • 1921 • 1922 • 1923 • 1924 • 1925 • 1926 • 1927 • 1928 • 1929 • 1930 • 1931 • 1932 • 1933 • 1934 • 1935 • 1936 • 1937 • 1938 • 1939 • 1940 • 1941 • 1942 • 1943 • 1944 • 1945 • 1946 • 1947 • 1948 • 1949 • 1950 • 1951 • 1952 • 1953 • 1954 • 1955 • 1956 • 1957 • 1958 • 1959 • 1960 • 1961 • 1962 • 1963 • 1964 • 1965 • 1966 • 1967 • 1968 • 1969 • 1970 • 1971 • 1972 • 1973 • 1974 • 1975 • 1976 • 1977 • 1978 • 1979 • 1980 • 1981 • 1982 • 1983 • 1984 • 1985 • 1986 • 1987 • 1988 • 1989 • 1990 • 1991 • 1992 • 1993 • 1994 • 1995 • 1996 • 1997 • 1998 • 1999 • → Див. також: XIX століття • XXI століття |

Тернопільське воєводство існувало до 27 листопада. Від 27 листопада — Тернопільська область УРСР.

## Події

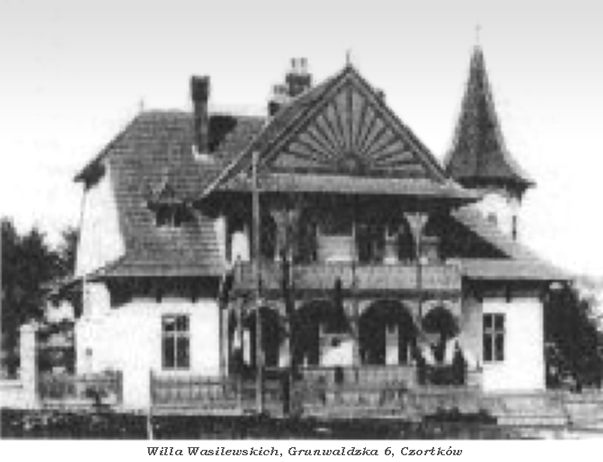
Вілла Василевських у Чорткові, 1939 рік

- 17—19 вересня в ході польсько-радянських бойових дій Тернопільщина захоплена Радянським Союзом.
- 27 листопада — утворено Тернопільську область із 12 повітів (Бережанський, Борщівський, Бучацький, Заліщицький, Збаразький, Зборівський, Копичинецький, Підгаєцький, Скалатський, Теребовлянський, Тернопільський і Чортківський) Тернопільського воєводства й одного (Кременецький) — Волинського.

## З'явилися
- Тернопільська обласна рада
- Державний архів Тернопільської області
- 15 жовтня — заснований Тернопільський український драматичний театр імені Івана Франка
- 15 листопада — на території області засновано першу державну бібліотеку на базі місцевих громадських бібліотек, зокрема українських, польських та єврейських товариств: «Просвіти», Товариства школи народової[pl], Єврейського товариства ім. Й. Перля, приватних книжкових колекцій окремих осіб.
- грудень — заснована Тернопільська обласна філармонія
- медичні заклади:
  - Бережанська центральна районна клінічна лікарня
  - Козівська центральна районна клінічна лікарня
  - Монастириська центральна районна клінічна лікарня
  - Теребовлянська центральна районна клінічна лікарня
  - Чортківська центральна міська лікарня
- лісові господарства:
  - Бучацьке лісове господарство
  - Кременецьке лісове господарство
  - Чортківське лісове господарство
  - Тернопільське лісове господарство

### Видання
- від 17 вересня до 2 жовтня — виходила військова газета «Червона Україна»[1].
- 3 жовтня — вийшов перший номер газети «Вільне життя» — органу тимчасового управління м. Тернополя, від 9 жовтня — обласного тимчасового управління по Тернопільському воєводству, від 10 грудня — Тернопільського обкому КП(б)У та облвиконкому[1].
- «Голос народу» —
- «Діалог» —

## Особи

### Народилися
- 14 січня — український тележурналіст Володимир Хаварівський, нар. у Гумниськах на Теребовлянщині
- 15 січня — український господарник, громадський діяч Ярема Кучерявий, нар. в Антонові Чортківського району, пом. 2009 у Бережанах
- 10 березня — український поет, видавець, перекладач Тарас Сергійчук, нар. у Борщівці на Лановеччині
- 2 квітня — український художник-графік, ілюстратор Іван Гаврилюк, нар. у Буглові на Лановеччині, пом. 2008 у Києві
- 22 квітня — архієрей УПЦ МП, митрополит Сімферопольський і Кримський, ректор Таврійської духовної семінарії Лазар (Швець) (у миру Мирослав Швець), нар. у Комарині Кременецького повіту
- 5 травня — активна учасниця Помаранчевої революції та інших політичних подій в Україні Параска Королюк, відома як баба Параска, нар. на Заліщанщині, пом. 2010 в Кошилівцях того ж району
- 9 травня — український педагог, філолог Марія Войтович, нар. у Нагірянці на Чортківщині
- 12 червня — радянський та український шаховий композитор, майстер спорту України з шахової композиції Микола Нагнибіда, нар. у Винятинцях на заліщанщині, пом. 2005 у Чернівцях
- 28 червня — американський правник, адвокат, політичний і громадський діяч, суддя Федерального претензійного суду США (1987—2002), нар. в Бучачі або Верб'ятині
- 22 липня — український громадський діяч, літератор Богдан Кусень, нар. у Ценові на Козівщині
- 11 вересня — український церковний діяч, Архієпископ Запорізький і Мелітопольський УПЦ КП Григорій (Качан) (при народженні — Ярослав Качан), нар. у Заставцях на Монастирищині, пом. 2010
- 20 жовтня — українська господарниця, кавалер двох орденів Леніна, Герой соціалістичної праці Марія Середа, нар. у Колодрібці на Заліщанщині
- 30 жовтня — українська радянська діячка, голова агрофірми-колгоспу «Поділля» Тернопільського району Стефанія Тисліцька, нар. у Чорториї (нині Миролюбівка) поблизу тернополя
- 24 грудня — український громадський діяч, педагог Орест Маланюк, нар. у Джурині на Чортківщині, пом. 1971 у Тернополі